# Выборы глав субъектов Российской Федерации в 1995 году
В 1995 году в России проходило значительное число выборов глав субъектов.
| Дата выборов         | Вид выборов                                                      | Результаты выборов (избранное должностное лицо, повторное голосование, недействительность выборов) | Итоги голосования (в процентах) | Примечания |
| 6 августа 1995 года  | Выборы губернатора Свердловской области                          | повторное голосование Эдуард Россель — Алексей Страхов                                             | явка — 37,40 % Эдуард Россель, бывший губернатор области — 26,01 % Алексей Страхов, действующий губернатор — 23,44 % Валерий Трушников, — 20,30 % Владимир Кадочников, бывший первый секретарь обкома КПСС — 8,06 % Малик Гайсин генеральный директор Северо-Уральского АО — 4,89 % Андрей Калетин, генеральный директор АО «Завод электромедицинской аппаратуры» — 2,99 % Евгений Зяблицев, генеральный директор ТОО «Русский дом» — 2,75 % Сергей Мартьянов, кинорежиссёр Свердловской киностудии — 2,25 % Леонид Некрасов, депутат Государственной думы — 0,01 % против всех — 4,77 %                                              |            |
| 20 августа 1995 года | Выборы губернатора Свердловской области (повторное голосование)  | Эдуард Россель                                                                                     | явка — 33,99 % Эдуард Россель — 59,86 % Алексей Страхов — 32,10 % против всех — 5,69 % |            |
| 17 декабря 1995 года | Выборы губернатора Приморского края                              | | явка — 62,25 % Евгений Наздратенко, действующий губернатор (НДР) — 68,55 % Виктор Черепков, мэр Владивостока — 17,24 % Владимир Гильгенберг, бывший вице-мэр Владивостока — 4,10 % Леонид Вильчинский, глава администрации Хорольского района Приморского края — 2,00 % против всех — 6,64 % |            |
| 17 декабря 1995 года | Выборы главы администрации Белгородской области                  | Евгений Савченко                                                                                   | явка — 80,48 % Евгений Савченко, действующий губернатор (НДР) — 55,54 % Михаил Бесхмельницын, аудитор Счетной палаты — 32,19 % Сергей Сычёв, депутат Госдумы (ЛДПР) — 6,04 % Владимир Набока, руководитель Миграционной службы Белгородской области — 1,09 % |            |
| 17 декабря 1995 года | Выборы губернатора Московской области                            | Повторное голосование Анатолий Тяжлов — Валерий Гальченко                                          | явка — 64,35 % Анатолий Тяжлов, действующий губернатор (НДР) — 43,33 % Валерий Гальченко, заместитель председателя областной Думы — 14,67 % Олег Антонов, управляющий Подольским филиалом банка «Возрождение» — 14,07 % Виктор Доркин, мэр Дзержинска — 5,74 % Вячеслав Киселёв, депутат Госдумы (ЛДПР) — 3,88 % Валерий Чурилов, полковник запаса — 3,45 % против всех — 12,56 % |            |
| 17 декабря 1995 года | Выборы губернатора Нижегородской области                         | Борис Немцов                                                                                       | явка — 62,78 % Борис Немцов, действующий губернатор — 58,37 % Вячеслав Растеряев, президент АО «Нижегородский дом» — 26,17 % Олег Маслов, заместитель председателя исполкома Конгресса русских общин — 6,17 % Владимир Соколов, директор по производству АО «Нижегородоблгаз» — 2,31 % против всех — 5,28 % |            |
| 17 декабря 1995 года | Выборы губернатора Новгородской области                          | | явка — 67,33 % Михаил Прусак, действующий губернатор (НДР) — 56,17 % Анатолий Кузнецов, помощник ген.директора Новгородского головного предприятия «Агропромэнерго» — 8,94 % Валерий Гайдым, секретарь Новгородской областной организации КПРФ — 8,72 % Владимир Кондратьев, генеральный директор акционерного общества «Малый Волховец» — 8,13 % Олег Очин, депутат Госдумы — 7,45 % Павел Вислогузов, водитель акционерного общества «Производственное объединение грузового автотранспорта № 1» — 1,15 % Владимир Александров, предприниматель — 0,76 % Олег Мурашов, водитель погрузчика ПО «Старт» — 0,71 % против всех — 6,05 % |            |
| 17 декабря 1995 года | Выборы губернатора Новосибирской области                         | повторное голосование Иван Индинок — Виталий Муха                                                  | явка — 67,39 % Иван Индинок, действующий губернатор (НДР) — 22,81 % Виталий Муха, вице-президент Новосибирского социального коммерческого банка «Левобережный», экс-губернатор — 18,12 % Алексей Мананников, депутат Совета Федерации 1-го созыва — 17,39 % Иван Стариков, заместитель министра экономики — 16,72 % Евгений Логинов, депутат Госдумы (ЛДПР) — 15,58 % Анатолий Францев, генеральный директор акционерного общества «Главновосибирскстрой» — 2,24 % Павел Исаев, старший научный сотрудник Института ядерной физики — 2,75 % против всех — 4,27 %                                                                      |            |
| 17 декабря 1995 года | Выборы губернатора Омской области                                | | явка — 68,73 % Леонид Полежаев, действующий губернатор (НДР) — 59,62 % Виктор Лотков, депутат Госдумы — 13,75 % Леонид Горынин, ректор Сибирского автодорожного института — 8,79 % Евгений Похитайло, бывший первый секретарь Омского обкома КПСС — 8,27 % против всех — 6,24 % |            |
| 17 декабря 1995 года | Выборы губернатора Оренбургской области                          | | явка — 65,42 % Владимир Елагин, действующий губернатор — 58,78 % Геннадий Донковцев, мэр Оренбурга — 21,69 % Юрий Калюжный, генеральный директор АО «Долина» — 7,79 % Иван Павлычев, глава администрации Оренбургского района — 4,43 % Виталий Михайлов — 1,62 % против всех — 4,26 % |            |
| 17 декабря 1995 года | Выборы главы администрации Тамбовской области                    | повторное голосование Олег Бетин — Александр Рябов                                                 | явка — 68,89 % Олег Бетин, действующий губернатор (НДР) — 41,97 % Александр Рябов, председатель Тамбовской областной Думы — 36,80 % Павел Горбунов, директор АООТ «Фирма Жилищная инициатива» — 7,34 % Юрий Батуров, директор АО «Кирсановский завод сухого обезжиренного молока» — 5,09 % против всех — 6,80 % |            |
| 17 декабря 1995 года | Выборы губернатора Тверской области                              | | явка — 71,22 % Владимир Платов, глава администрации г. Бежецк и Бежецкого района — 50,50 % Владимир Суслов, действующий губернатор — 35,16 % Юрий Донцов, президент депозит-трастовой компании «Корона-плюс» — 4,75 % Виктор Линов, председатель правления Старицкого районного потребительского общества Тверского ОПС — 1,15 % против всех — 6,73 % |            |
| 17 декабря 1995 года | Выборы губернатора Томской области                               | Виктор Кресс                                                                                       | явка — 63,14 % Виктор Кресс, действующий губернатор (НДР) — 52,09 % Пётр Кошель, директор государственного сельскохозяйственного предприятия «Томское» (ЛДПР) — 15,52 % Иван Тютрин, заведующий кафедрой анастезиологии и реаниматологии Сибирского государственного медицинского университета — 15,10 % Ростислав Попадейкин, президент АООТ «Сибирская финансово-промышленная компания», бывший председатель облисполкома — 9,61 % против всех — 6,23 % |            |
| 17 декабря 1995 года | Выборы губернатора Ярославской области                           | Анатолий Лисицын                                                                                   | явка — 68,65 % Анатолий Лисицын, действующий губернатор (НДР) — 51,81 % Владимир Корнилов, доцент Ярославского государственного университета и первый секретарь обкома КПРФ — 33,10 % против всех — 13,46 % |            |
| 17 декабря 1995 года | Выборы главы Чеченской Республики                                | | явка — 60,0 % Доку Завгаев, председатель Правительства республики — 90,0 % |            |
| 24 декабря 1995 года | Выборы губернатора Новосибирской области (повторное голосование) | | явка — 63,14 % Виталий Муха — 54,04 % Иван Индинок — 37,24 % против всех — 43,23 % |            |
| 24 декабря 1995 года | Выборы губернатора Тамбовской области (повторное голосование)    | | явка — 52,85 % Александр Рябов — 52,62 % Олег Бетин — 43,48 % против всех — 2,18 % |            |
| 30 декабря 1995 года | Выборы губернатора Московской области (повторное голосование)    | | явка — 29,59 % Анатолий Тяжлов — 70,83 % Валерий Гальченко — 21,41 % против всех — 6,56 % | …          |